# Elizabeth Warren
Pour les articles homonymes, voir Warren.
Elizabeth Ann Warren (prononcé en anglais : [əˈlɪzəbəθ æn ˈwɔɹən]), née Herring le 22 juin 1949 à Oklahoma City, est une femme politique et universitaire américaine. Membre du Parti démocrate, elle siège au Sénat des États-Unis depuis le 3 janvier 2013, pour le Massachusetts.
Anciennement professeure à l'université Harvard, où elle est spécialisée en droit du commerce, elle est l'une des personnalités les plus citées dans ce domaine. À la fin des années 2000, elle est reconnue par le National Law Journal et le Time 100 comme une figure montante dans le domaine des politiques publiques. Warren défend activement et participe à la création du Bureau de protection des consommateurs en matière financière en 2011. 
À la suite de la crise financière de 2008, elle est nommée présidente du panel de surveillance du Congrès des États-Unis lié au plan Paulson. Sous la présidence de Barack Obama, elle devient assistante à la Maison-Blanche et conseillère spéciale au secrétaire au Trésor des États-Unis pour le Bureau de protection des consommateurs en matière financière.
Elle remporte l'élection sénatoriale de 2012 dans le Massachusetts contre le républicain sortant Scott Brown, devenant la première sénatrice fédérale de l'État. Elle s'engage dans plusieurs comités sénatoriaux, portant notamment sur le vieillissement, la finance, le logement et les affaires urbaines, les forces armées, la santé, l'éducation, le travail et les retraites, et les affaires étrangères. Elle est réélue sénatrice lors des élections intermédiaires du 6 novembre 2018. Figure influente au sein de l'aile gauche du Parti démocrate et populaire parmi les progressistes, elle dénonce régulièrement les « abus » de la finance mondiale. Elle est candidate aux primaires présidentielles du Parti démocrate de 2020 mais se retire de la course après le Super Tuesday, n'ayant remporté aucun scrutin.

## Situation personnelle

### Jeunesse et origines
Elizabeth Ann Herring est née le 22 juin 1949 à Oklahoma City de Pauline (née Reed) et Donald Jones Herring. Selon Elizabeth Warren, sa famille comptait des Cherokees et Lenapes parmi ses ancêtres, notamment du côté maternel. Ses origines amérindiennes sont moquées par Donald Trump,, qui la qualifie de « Pocahontas ». En 2018, un test ADN indique qu'une très petite partie de son bagage génétique est d'ascendance amérindienne, attestant la présence d'un ancêtre amérindien six à dix générations avant. Le secrétaire général de Cherokee Nation, l'une des trois tribus cherokee reconnues par le gouvernement fédéral, dénie toute utilité à ce test et impute à la sénatrice une dégradation de l'honneur et des intérêts de la tribu. Elle présente ses excuses quelques mois plus tard, expliquant avoir compris le tort qu'elle a causé.

### Formation et famille

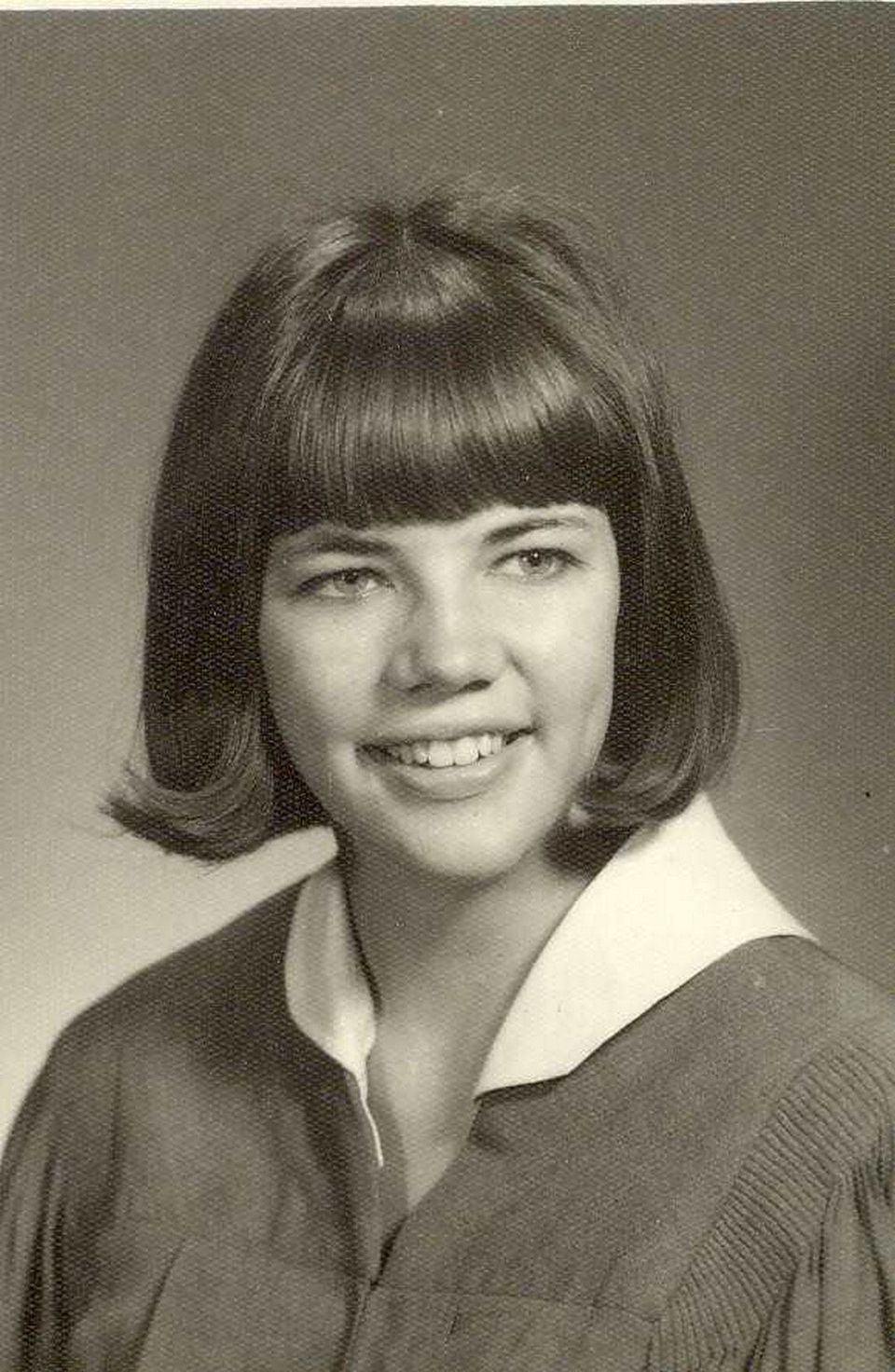
Elizabeth Warren en 1966.

Elle est rapidement devenue un membre éminent de l'équipe de débat de la Northwest Classen High School, remportant le prix de la « meilleure débatteuse des lycées d'Oklahoma ». À 16 ans, elle remporte également une bourse grâce à ses capacités oratoires pour l'université George-Washington.
Aspirant à devenir professeur, elle abandonne cependant ses études pour épouser son petit ami du lycée, Jim Warren. Elizabeth Warren déménage à Houston (Texas), où son mari est un ingénieur de la NASA. Elle s'inscrit à l'université de Houston et est diplômée en 1970 d'un bachelor en sciences sur les pathologies de la parole et en audiologie. Pendant un an, elle enseigne dans une école publique à des enfants ayant des difficultés.
Warren et son mari déménagent dans le New Jersey où Jim a été muté, et Elizabeth, enceinte, décide de ne pas reprendre son travail immédiatement pour s'occuper de leur enfant. Lorsque leur fille fête ses deux ans, Warren s'inscrit à la Rutgers School of Law de Newark, d'où elle sort diplômée en 1976 d'un doctorat en droit. Après avoir mis au monde son deuxième enfant, elle passe l'examen du barreau et devient avocate. Elizabeth et Jim divorcent en 1978,. En 1980, elle se remarie avec Bruce H. Mann, professeur de droit, mais décide de conserver le nom de Warren.

### Carrière professionnelle
Elizabeth Warren commence sa carrière académique en tant que conférencière à l'université Rutgers (1977-1978). Elle retourne par la suite au Texas et enseigne à l'école de droit de l'université de Houston (1978-1983) ; elle est nommée doyenne associée aux affaires académiques en 1980 et obtient le poste de professeur titulaire en 1981. La même année, elle est aussi professeur invité de l'école de droit de l'université du Texas à Austin, avant d'y enseigner de façon permanente de 1983 à 1987. En 1985, elle enseigne occasionnellement à l'université du Michigan comme professeur invité. Pendant qu'elle travaille à Austin, elle devient chercheuse associée au centre de recherche sur la population. Assez tôt dans sa carrière, elle s'intéresse à la recherche de terrain, en particulier sur la façon dont les individus réagissent aux lois bancaires dans le « monde réel ». Elle s'emploie à analyser des comptes rendus de tribunaux et à interviewer des juges, avocats et débiteurs. Cela fait d'elle une étoile montante dans le domaine du droit de la faillite (bankruptcy law).
Elizabeth Warren rejoint l'université de Pennsylvanie en 1987 et obtient une chaire en droit commercial en 1990. Pendant un an, elle enseigne à l'école de droit de Harvard en 1992, toujours en droit commercial. En 1995, elle quitte la Pennsylvanie pour s'installer à Harvard. Jusqu'en 2011, elle est le seul professeur de droit de Harvard ayant étudié dans une université publique. Une fois à Harvard, elle devient l'un des professeurs de droit les plus cités des États-Unis. Bien qu'ayant publié des recherches et des articles dans de nombreux domaines, son expertise se concentre sur la faillite. Elle enseigne aussi les procédures collectives et le droit des contrats. Elle y est notamment réputée pour faire cours selon la méthode d'enseignement dite « socratique ».
En 1995, on lui demande de conseiller la commission nationale sur la faillite. Elle aide à rédiger le rapport de la commission et s'oppose aux législations visant à restreindre le droit des consommateurs dans ce domaine. Le Congrès des États-Unis valide néanmoins le Bankruptcy Abuse Prevention and Consumer Protection Act (en) de 2005, qui entrave la possibilité des citoyens de se mettre en faillite,. En 1996, Warren quitte le Parti républicain. Entre 2004 et 2005, Warren fait trois apparitions dans l'émission télévisée de fin d'après-midi Dr. Phil, afin de conseiller les familles sur la gestion de leurs finances. De 2006 à 2010, Warren est membre du comité de conseil sur l'inclusion économique de la Federal Deposit Insurance Corporation. Elle est également membre de la National Bankruptcy Conference, une organisation indépendante qui conseille le Congrès sur le droit de la faillite. Elle est aussi l'ancienne vice-présidente de l'American Law Institute (en) et un membre de l'Académie américaine des arts et des sciences.
Le 14 novembre 2008, Warren est nommée par le chef de la majorité du Sénat Harry Reid pour siéger au panel de contrôle du Congrès sur la mise en œuvre du plan Paulson, faisant suite à la crise financière de 2008,.
Dans un rapport que Elizabeth Warren adresse au comité des finances du Sénat, au mois de février 2009, elle rapporte que le gouvernement a accordé une aide de 254 milliards aux institutions financières, en échange duquel le trésor n’a reçu que 176 milliards de titres, soit un manque à gagner de 78 milliards. Elle accuse Henry Paulson, le secrétaire au Trésor d’avoir trompé le public sur cette transaction.
Le 12 avril 2010, CNN rapporte qu'elle est pressentie pour occuper un poste à la Cour suprême des États-Unis,. Le 24 mai 2010, le Time Magazine, en première page, surnomme Warren, Sheila Bair (présidente du Federal Deposit Insurance Corporation) et Mary Schapiro (présidente du Securities and Exchange Commission) les « nouveaux shérifs de Wall Street ».
Son bagage académique et son insistance vis-à-vis de la protection des consommateurs depuis 2007 ont donné de l'élan à la création du Bureau de protection des consommateurs en matière financière (Consumer Financial Protection Bureau),,. Validé en 2010 par le Dodd–Frank Wall Street Reform and Consumer Protection Act, il est finalement créé en 2011, et Barack Obama nomme Warren assistante du président et conseillère spéciale au secrétaire au Trésor des États-Unis. Alors que les groupes libéraux et de défense des consommateurs ont fait pression sur Obama pour qu'il nomme Warren directrice du bureau, sa candidature a été largement décriée par les institutions financières et les membres du Congrès républicains. Ils estimaient que Warren ferait preuve d'un peu trop de zèle en faveur de la régulation des marchés,,. Richard Cordray, ancien procureur général d'Ohio, est finalement nommé au poste de directeur de l'agence,.

## Parcours politique

### Campagne de 2012

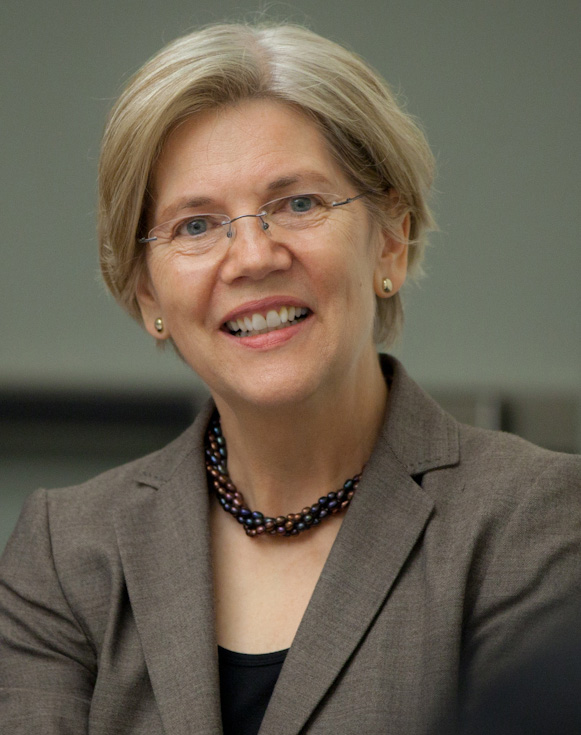
Elizabeth Warren en 2011.

En septembre 2011, Elizabeth Warren déclare son intention de se présenter pour la nomination démocrate aux élections sénatoriales. Après la mort de Ted Kennedy, le Républicain Scott Brown, vainqueur des élections spéciales de 2010, occupe alors le poste,. Une semaine après son annonce de candidature, la vidéo d'un discours de Warren devient virale. Elle répond aux accusations de certains républicains sur l'imposition des plus riches, vue comme une « guerre des classes », que personne n'est devenu riche aux États-Unis sans dépendre des infrastructures financées par le reste de la société :

« Personne dans ce pays n'est devenu riche seul. Personne. Vous avez fondé votre entreprise ici? Félicitations. Mais laissez-moi être claire : vous avez transféré vos produits sur des routes que le reste d'entre-nous avons construites ; vous avez employé des ouvriers que le reste d'entre nous avons éduqués ; votre usine est restée en sécurité grâce aux forces de polices et aux pompiers que le reste d'entre nous avons payés. Vous n'avez jamais eu à craindre que des bandes de maraudeurs viennent vous voler vos biens parce que nous autres étions là. Vous avez créé votre usine et elle est devenue quelque chose de grandiose? Dieu merci. Gardez-en le plus gros morceau. Mais une partie du contrat social sous-jacent est qu'en prenant votre part du gâteau, vous en donniez aussi pour le prochain gamin qui arrive. »

— Elizabeth Warren, discours prononcé à Andover le 21 septembre 2011.
Le président Barack Obama prononce par la suite un discours similaire (connu sous le nom d'une citation qui en est tirée : You didn't build that) pendant la campagne électorale en vue de l'élection présidentielle de 2012.
Warren, seule candidate à la nomination démocrate, la remporte le 2 juin 2012 avec un record de 95,77 % des voix. Elle est également soutenue par le gouverneur du Massachusetts, Deval Patrick. Pendant la campagne, Warren rencontre l'opposition de groupes d'intérêts commerciaux ; elle récolte néanmoins plus de 39 millions de dollars pour sa campagne, plus qu'aucun candidat au Sénat cette même année, et démontre selon The New York Times, qu'il est « possible de faire campagne contre les grandes banques et sans l'argent de Wall Street, et de gagner quand même ».
Warren, se réclamant défenseur de la classe moyenne ayant été « ébréchée, pressée et martelée », gagne une place de choix à la Convention nationale démocrate le 5 septembre 2012, son discours précédant immédiatement celui de Bill Clinton. Elle affirme que « les gens ont l'impression que le système est truqué. Le pire, c'est qu'ils ont raison. Le système est faussé. Les PDG de Wall Street, ceux qui ont brisé notre économie et détruit des millions d'emplois, ceux-là mêmes continuent à se pavaner au Congrès, sans honte, demandant des faveurs et faisant comme si nous devions les remercier ».

Résultats des élections sénatoriales dans le Massachusetts en 2012.

Le 6 novembre 2012, Warren bat le sortant Scott Brown et est élue sénatrice avec 53,74 % des voix. Elle est la première femme élue sénatrice du Massachusetts et rejoint les vingt autres femmes siégeant au Sénat américain. Le 3 janvier 2013, elle prête serment devant le vice-président Joe Biden. Lorsque John Kerry démissionne pour devenir secrétaire d’État, elle le remplace en tant que sénatrice sénior après à peine un mois de fonction, faisant d'elle la plus jeune sénior de la 113e législature du Congrès des États-Unis.

### Sénatrice

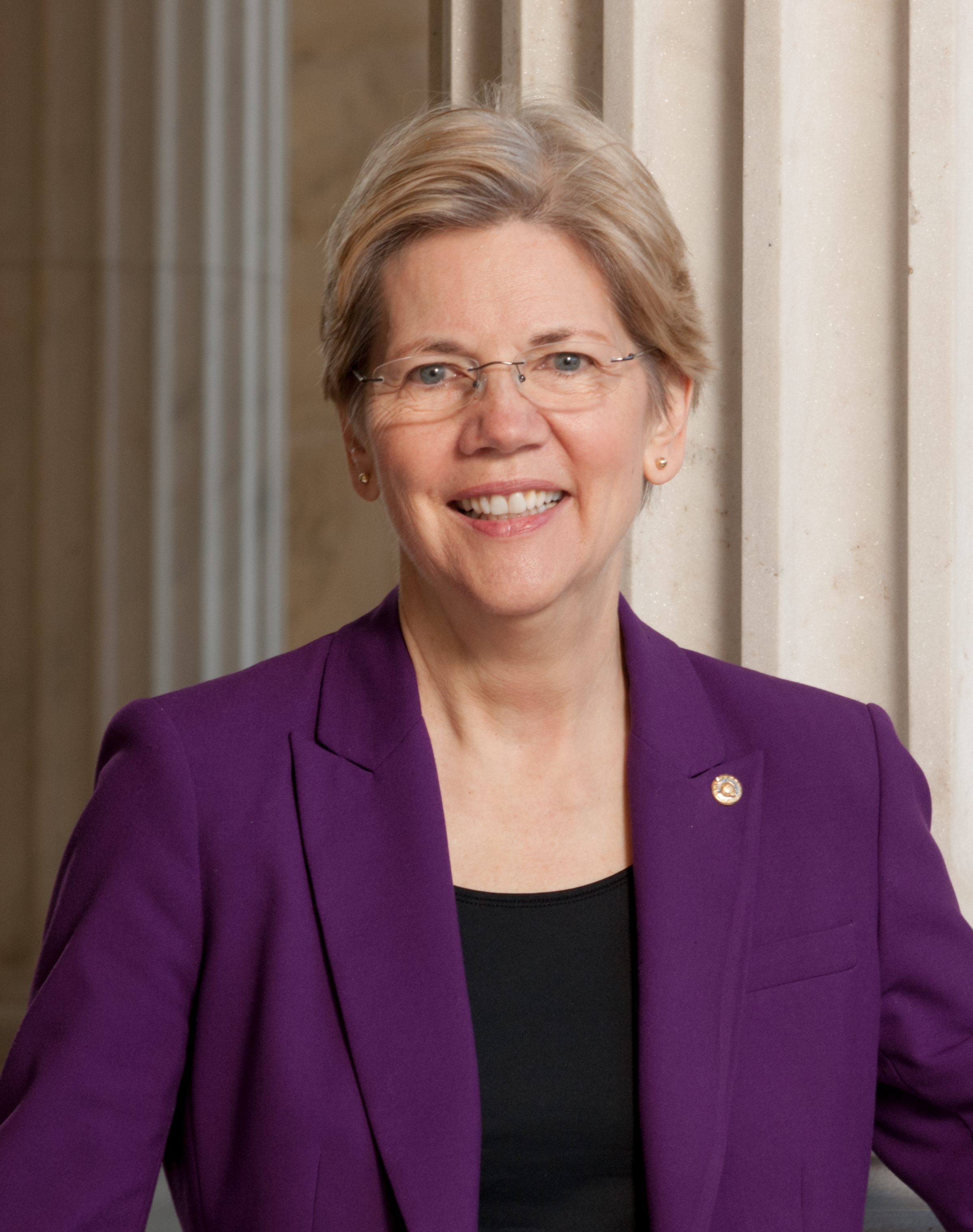
Premier portrait officiel d'Elizabeth Warren comme sénatrice (2013).

En décembre 2012, elle intègre le Senate Banking Committee, chargé de surveiller la mise en œuvre du Dodd–Frank Act et d'autres mesures de régulation de l'industrie bancaire. Pour sa première apparition au sein du comité, elle interroge plusieurs régulateurs financiers et leur demande quand est la dernière fois où ils ont poursuivi juridiquement une banque de Wall Street : « je m'inquiète sincèrement sur le fait que « too big to fail » semble être devenu « too big to trial » ». Le mois suivant, elle demande aux officiels du département du Trésor pourquoi aucune charge criminelle n'est portée à l'encontre de la banque HSBC en raison de leurs pratiques frauduleuses de blanchiment d'argent. Alors que ses questions sont éludées par ses interlocuteurs, elle s'agace et répond : « si vous vous faites arrêter avec 30 grammes de cocaïne, il y a de grandes chances pour que vous vous retrouviez en prison. Mais par contre, si vous blanchissez presque un milliard de dollars pour les cartels de drogue et violez par là même les sanctions internationales, votre banque paye juste une amende et vous rentrez dormir chez vous ».
En mai 2013, Warren déplore ouvertement que le département de la Justice, la Securities and Exchange Commission et la Réserve fédérale ne préfèrent s'arranger avec les banques pour des compensations plutôt que de les poursuivre dans des procès, estimant que cela serait plus fructueux, à la fois pour les finances américaines, mais aussi pour l'exemple que cela donnerait. Le même mois, elle introduit sa première loi, la Bank on Student Loans Fairness Act qui permet aux étudiants de postuler à des prêts du gouvernement aux mêmes taux que les banques comme Goldman Sachs et JPMorgan Chase payent pour emprunter de l'argent au gouvernement fédéral. Suggérant que les étudiants devraient avoir les mêmes « incroyables » offres que les banques, Warren propose des prêts à des taux de 0,75 % (les taux des prêts étudiants avoisinent en moyenne 3,4 % en 2013). Bernie Sanders, alors sénateur indépendant pour le Vermont et futur candidat à la nomination démocrate pour les élections de 2016, soutient le projet de loi et déclare : « le seul défaut de cette loi, c'est qu'Elizabeth Warren y a pensé, et pas moi ». En août 2014, elle rejette l'idée que le soutien financier américain à l'État d'Israël devrait à l'avenir être conditionné à une cessation de l'expansion de ses colonies.
En juillet 2015, Warren déclare que « malgré les progrès que nous avons faits depuis 2008, les plus grandes banques menacent encore notre économie », et s'associe à John McCain, Maria Cantwell et Angus King pour réintroduire une version moderne du Glass-Steagall Act adopté en 1933. La loi permet de réduire le risque que les citoyens américains ne soient impliqués dans le système financier, et a pour but de diminuer les risques qu'une nouvelle crise ne s’abatte sur le pays. En septembre 2016, Warren fait face au PDG de Wells Fargo, John Stumpf, et l'incite à démissionner après les révélations de fraudes de sa banque, ajoutant qu'il devrait être poursuivi par la justice pour son implication dans le scandale des comptes fantômes,,.

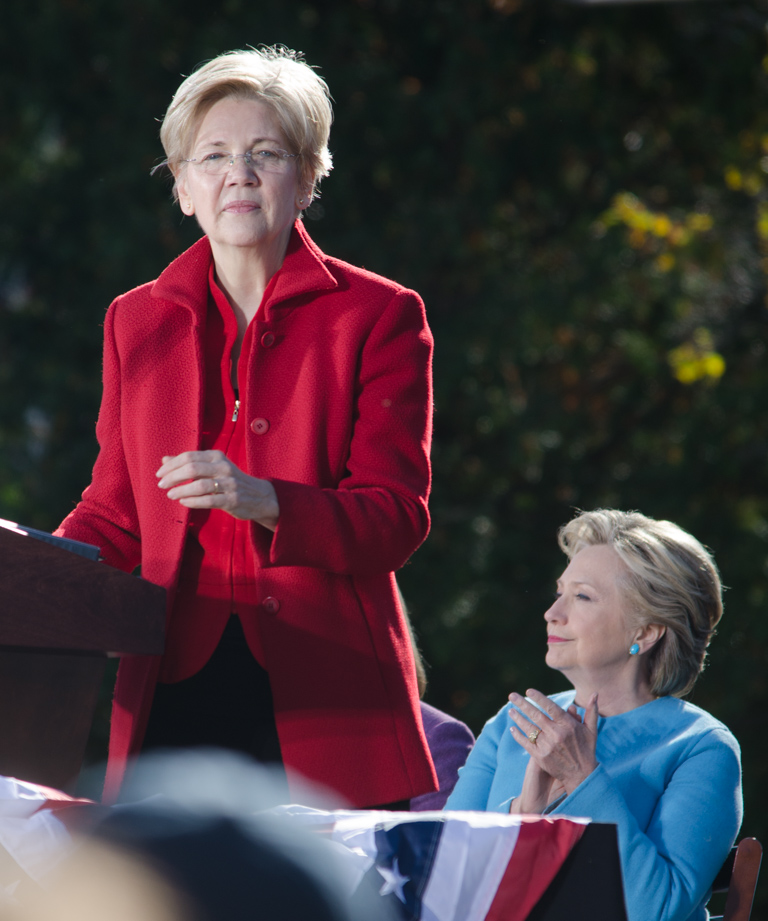
Elizabeth Warren en campagne aux côtés d'Hillary Clinton pour l'élection présidentielle de 2016.

Elle est un temps pressentie pour être la colistière d'Hillary Clinton à la vice-présidence des États-Unis. La candidate démocrate estime ainsi le 9 juin 2016 que Warren, l'une des meneuses de l'aile progressiste du Parti démocrate, est « éminemment qualifiée » pour ce poste. Ce soutien à Hillary Clinton plutôt qu'à Bernie Sanders surprend une partie des électeurs démocrates étant donné la ligne politique défendue par Warren. Une part de cet étonnement vient également du fait que Warren a, par le passé, accusé Hillary Clinton de s'être pliée aux intérêts du secteur financier après avoir reçu de l'argent de celui-ci. Finalement, le centriste Tim Kaine, sénateur des États-Unis pour la Virginie, est nommé sur le ticket. En décembre de cette même année, Warren s'oppose au projet d'oléoduc prévu dans l'État du Dakota du Nord, dit Dakota Access Pipeline, qui est accusé de menacer la qualité de l'eau dans la région ainsi que des sites d'une grande importance historique, culturelle et religieuse pour les communautés amérindiennes qui y résident. Elle reçoit par la suite de vives critiques pour n'avoir rejoint l'opposition au projet que deux ans après son annonce et une fois que la permission de construction pour celui-ci fut refusée,,.
En janvier 2017, elle annonce être candidate à un nouveau mandat en tant que sénatrice des États-Unis pour le Massachusetts à l'occasion des élections de mi-mandat de 2018. Ce même mois, elle soutient la candidature au poste de secrétaire au Logement et au Développement urbain du républicain Ben Carson, auteur de déclarations homophobes et créationnistes et homme politique opposé au principe de salaire minimum. Elle défend plus tard cette decision sur Facebook, affirmant que, lors de son audition de confirmation au Sénat et dans une réponse écrite à ses questions, Carson avait donné des garanties sur la protection des programmes aidant les sans-abris et l'application des lois sur les logements équitables. En septembre, elle vote pour une augmentation du budget de la défense à hauteur de 80 milliards de dollars quand le président Donald Trump en demandait une de 54 milliards.
Le 27 novembre 2017, une polémique l'oppose à Donald Trump. En effet, au cours de sa campagne pour l'élection sénatoriale de 2012, Elizabeth Warren a revendiqué des origines amérindiennes sans en apporter la preuve. Le président s'en moque ouvertement à plusieurs reprises, qualifiant la sénatrice de « Pocahontas », notamment à l'occasion d'une réception de vétérans amérindiens de la Seconde Guerre mondiale à la Maison-Blanche. Donald Trump propose également à la sénatrice de se soumettre à un test ADN, lui assurant qu'il offrirait 1 million de dollars à une association caritative de son choix en échange. Elizabeth Warren se soumet par la suite à un tel test et en dévoile les résultats, qui prouvent la présence d'un ancêtre amérindien dans sa généalogie, six à dix générations avant elle. Cependant, Donald Trump réfute ces informations, répondant à un journaliste l'interrogeant sur ce sujet : « on s'en fout ! » et affirmant n'avoir « jamais dit cela ».

### Primaires présidentielles démocrates de 2020

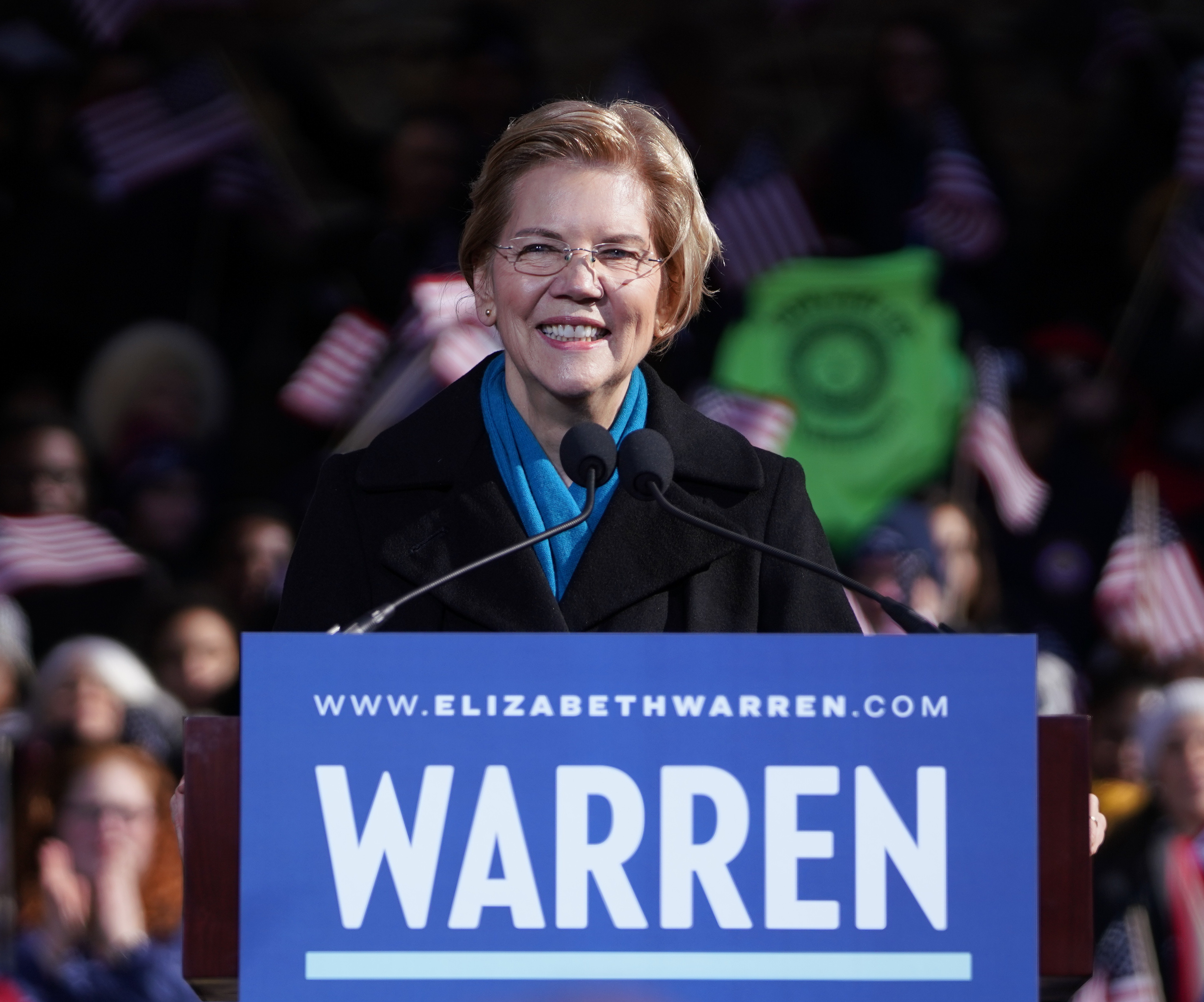
Elizabeth Warren à l'annonce officielle de sa candidature à Lawrence (Massachusetts) le 9 février 2019.

Après l'élection de Donald Trump, Elizabeth Warren est régulièrement citée comme potentielle candidate aux primaires démocrates pour l'élection présidentielle de 2020. Dans un premier temps, elle réfute ces spéculations, préférant se concentrer sur les élections de 2018 et sa possible réélection au Sénat des États-Unis. Certains envisagent cependant la constitution d'un ticket avec le sénateur des États-Unis pour le Vermont Bernie Sanders, au sein duquel elle serait candidate à la vice-présidence. Après de nombreuses spéculations suggérant qu'elle envisage réellement de se présenter contre Donald Trump en 2020, elle déclare le 2 octobre 2018 qu'elle « regardera sérieusement » la possibilité d'être candidate après les élections intermédiaires.
Elle confirme dans une vidéo le 31 décembre 2018 qu'elle lance un comité de soutien destiné à récolter des fonds pour une éventuelle candidature aux primaires démocrates de 2020. Le 9 février 2019, elle officialise sa candidature lors d'un discours à Lawrence dans le Massachusetts.
Elle apparaît alors comme une candidate sérieuse pour affronter Donald Trump, bénéficiant du fait qu'elle n'appartient pas à l'establishment comme l'ancienne candidate Hillary Clinton, qu'elle a connu des difficultés financières dans sa jeunesse et qu'elle tient un discours marqué à gauche (défense d'un salaire minimum, couverture médicale accrue, etc.) visant à séduire des États délaissés par le Parti démocrate depuis plusieurs années. Elle se démarque des autres candidats et attire l'attention médiatique grâce à ses positions situées nettement à gauche. Elle milite pour la fin des subventions des énergies fossiles, le retour au taux d'imposition des citoyens américains les plus fortunés exercé avant la réforme fiscale de l'administration Trump, la fabrication écologique, l'annulation partielle de la dette estudiantine, la légalisation du cannabis, la hausse de la dépense publique pour les infrastructures, l'allègement de la dette de Porto Rico, le renforcement de l'encadrement du port d'armes, l'accroissement de la responsabilisation des dirigeants d'entreprise et une expansion de la sécurité sociale,. Elle propose aussi d'établir un nouvel impôt sur les grandes fortunes inspiré du modèle français et sur les profits notamment afin de financer un plan de transition écologique, ce qui suscite des critiques de patrons de grandes entreprises, dont Bill Gates et Mark Cuban,. Elle n'accepte pour sa campagne que des dons inférieurs à 200 dollars de la part de dirigeants de grandes compagnies financières et des entreprises pétrolières et pharmaceutiques.

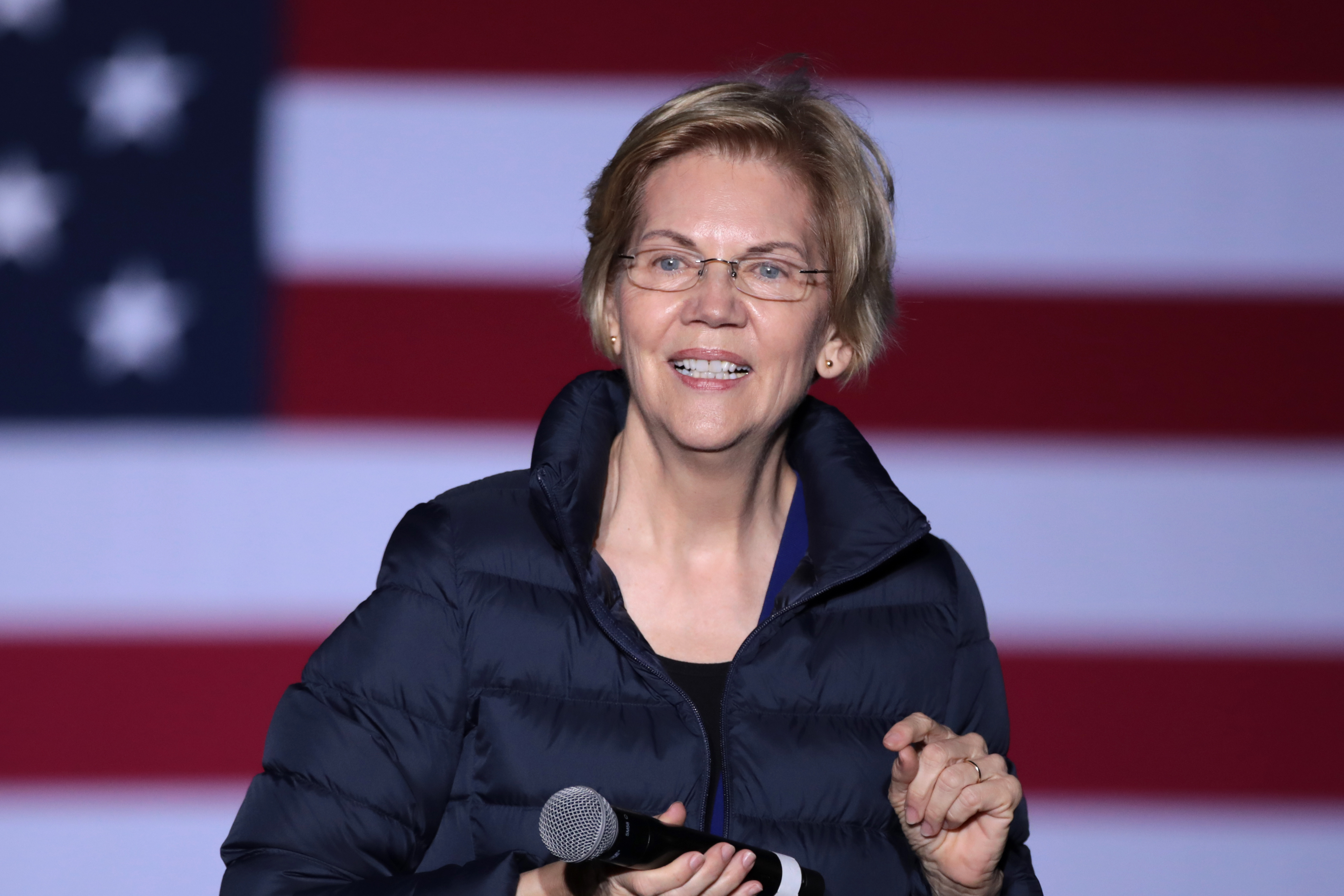
Elizabeth Warren en campagne à Oakland (Californie) en 2019.

Elle est considérée comme la candidate qui a réalisé la meilleure performance lors des premiers débats télévisés entre les principaux prétendants à l'investiture démocrate. À partir de l’été, les intentions de vote en sa faveur augmentent et elle parvient progressivement à rattraper Bernie Sanders et Joe Biden dans les enquêtes d’opinion réalisées à l’échelle nationale et dans plusieurs États (Californie, Iowa, New Hampshire). Elle devient alors la cible des critiques d'autres candidats, qui lui reprochent de ne pas suffisamment détailler le financement de sa proposition de réforme du système de santé et questionnent la faisabilité de ses propositions.
Le 6 janvier 2020, elle reçoit le soutien de Julián Castro, qui s’est retiré de la course quatre jours plus tôt. Alors qu'elle semble perdre du terrain dans les enquêtes d'opinion et dans ses collectes de fonds, elle tente de se démarquer de Bernie Sanders, dont elle est idéologiquement proche, en proposant de maintenir l'accord de libre-échange avec le Canada et le Mexique renégocié par Donald Trump et en soulignant être en faveur d'un capitalisme régulé par les pouvoirs publics. Le 19 et le 25 janvier, le New York Times et le Des Moines Register annoncent chacun leur soutien à Elizabeth Warren.
Lors du caucus de l'Iowa, qui se tient le 3 février 2020, elle arrive en troisième position, avec 18 % des délégués de l’État, derrière Pete Buttigieg et Bernie Sanders, mais devant Joe Biden. Les semaines suivantes, elle obtient des résultats décevants et termine en quatrième position lors de la primaire du New Hampshire et lors du caucus du Nevada, récoltant entre 9 et 10 % des voix,. Cette perte de vitesse se confirme lors de la primaire de Caroline du Sud du 29 février où elle arrive seulement en cinquième position avec 7 % des suffrages exprimés. Lors du Super Tuesday du 3 mars, elle ne remporte aucun scrutin et arrive en troisième position dans l’État qu’elle représente au Sénat, le Massachusetts. Cet échec marque la déroute de sa campagne et décrédibilise sa candidature.
Elle se retire de la course le 5 mars 2020 sans donner de consigne de vote. Elle indique dès le lendemain qu’elle n’exclut pas d’être candidate à une prochaine élection présidentielle. Joe Biden envisage ensuite de la désigner comme candidate à la vice-présidence mais il choisit finalement Kamala Harris.

## Distinctions
En 2009, The Boston Globe la nomme « Bostonienne de l'année » et la Women's Bar Association of Massachusetts lui décerne le Lelia J. Robinson Award. Elle fait partie des « 100 personnalités les plus influentes » du Time en 2009, 2010 et 2015,,. En 2009, elle devient le premier professeur de l'histoire de Harvard à remporter le Sacks–Freund Teaching Award pour la seconde fois.
The National Law Journal la cite plusieurs fois comme étant l'une des « cinquante avocates américaines les plus influentes » et la nomme parmi les « quarante avocats les plus influents de la décennie » en 2010. La même année, Warren est introduite à l'Oklahoma Hall of Fame (en) et elle est citée parmi les vingt américains les plus progressistes du magazine britannique New Statesman en 2012. Elle reçoit en 2013 le Harvard Law School Association Award.